# موز سيامي
موز سيامي (الاسم العلمي:Musa siamensis) هو نوع من النباتات يتبع جنس الموز من فصيلة الموزية.